# Abdelkader Benali

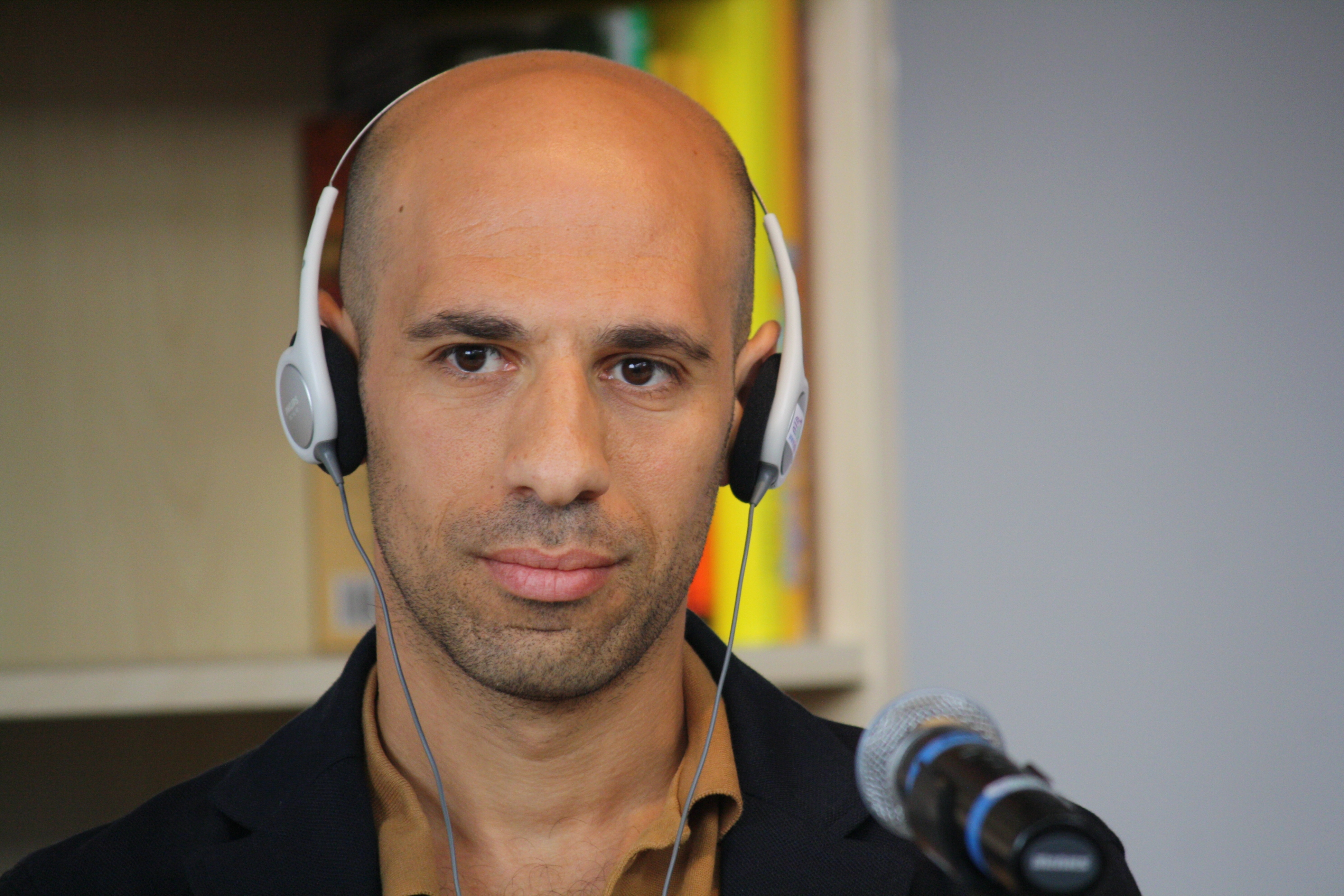
Abdelkader Benali (2011)

Abdelkader Benali, född i Ighazzazen, Marocko den 25 november 1975, är en nederländsk författare och journalist. Han är uppvuxen i Rotterdam, där hans far arbetade som slaktare.
Hans första roman, Bruiloft aan zee ("Bröllop vid havet", 1996), belönades med Geertjan Lubberhuizenprijs 1997. Därefter har ett flertal romaner följt. Han har även, tillsammans med historikern Herman Obdeijn, skrivit den populärvetenskapliga Marokko door nederlandse ogen 1605-2005 ("Marocko med nederländska ögon 1605-2005", 2005).
Benali var en av de 39 arabiska författare under 40 år som valdes ut till antologin Beirut 39, huvudprojektet när Beirut var Unescos bokhuvudstad 2009.